# Waldnaabtal zwischen Tirschenreuth und Windisch-Eschenbach
Waldnaabtal zwischen Tirschenreuth und Windisch-Eschenbach este o arie protejată (arie specială de conservare — SAC, sit de importanță comunitară — SCI) din Germania întinsă pe o suprafață de 2.622,71 ha, integral pe uscat.

## Localizare
Centrul sitului Waldnaabtal zwischen Tirschenreuth und Windisch-Eschenbach este situat la coordonatele 49°53′17″N 12°15′29″E / 49.8881°N 12.2581°E.

## Înființare
Situl Waldnaabtal zwischen Tirschenreuth und Windisch-Eschenbach a fost declarat sit de importanță comunitară în noiembrie 2004 pentru a proteja 7 specii de animale. Situl a fost protejat și ca arie specială de conservare în aprilie 2016.

## Biodiversitate
Situată în ecoregiunea continentală, aria protejată conține 13 habitate naturale: Ape stătătoare oligotrofe până la mezotrofe, cu vegetație de Littorelletea uniflorae și/sau de Isoëto-Nanojuncetea, Ape puternic oligomezotrofe cu vegetație bentonică cu Chara spp., Lacuri eutrofice naturale cu vegetație de tip Magnopotamion sau Hydrocharition, Cursuri de apă de la nivel de câmpie la nivel montan, cu vegetație Ranunculion fluitantis și Callitricho-Batrachion, Formațiuni ierboase bogate în specii de Nardus, dezvoltate pe substraturi silicioase în zone montane (și în zone submontane, în Europa continentală), Pajiști cu Molinia pe soluri calcaroase, turboase sau argilos-nămoloase (Molinion caeruleae), Liziere de ierburi înalte hidrofile de câmpie și de nivel montan până la alpin, Fânețe de joasă altitudine (Alopecurus pratensis, Sanguisorba officinalis), Mlaștini turboase de tranziție și turbării mișcătoare, Pante stâncoase silicioase cu vegetație casmofită, Păduri de fag Luzulo-Fagetum, Mlaștini împădurite, Păduri aluvionare cu Alnus glutinosa și Fraxinus excelsior (Alno-Padion, Alnion incanae, Salicion albae).
La baza desemnării sitului se află mai multe specii protejate:
- amfibieni (1): triton cu creastă (Triturus cristatus)
- mamifere (2): castor (Castor fiber), vidră de râu (Lutra lutra)
- nevertebrate (4): libelule (Leucorrhinia pectoralis), Margaritifera margaritifera, Ophiogomphus cecilia, Unio crassus